# 18 Delfina b
18 Delfina b je zelo masiven in gost eksoplanet, ki leži okoli 238 svetlobnih let proč v ozvezdju Delfina. Kroži okoli rumene orjakinje 18 Delfina. Odkril ga je Sato 19 februarja 2008.